# Metriocnemus knabi
Metriocnemus knabi är en tvåvingeart som beskrevs av Daniel William Coquillett 1904. Metriocnemus knabi ingår i släktet Metriocnemus och familjen fjädermyggor. Inga underarter finns listade i Catalogue of Life.